# UDP-N-acetilglukozaminska 4-epimeraza
UDP-Nacetilglukozaminska 4-epimeraza (EC 5.1.3.7, UDP acetilglukozaminska epimeraza, uridin difosfoacetilglukozaminska epimeraza, uridin difosfatna N-acetilglukozamin-4-epimeraza, uridin 5'-difosfo-N-acetilglukozamin-4-epimeraza) je enzim sa sistematskim imenom UDP-N-acetil--glukozamin 4-epimeraza. Ovaj enzim katalizuje sledeću hemijsku reakciju
UDP--acetil--glukozamin {\displaystyle \rightleftharpoons } UDP--acetil-D-galaktozamin

## Literatura
- Nicholas C. Price; Lewis Stevens (1999). Fundamentals of Enzymology: The Cell and Molecular Biology of Catalytic Proteins (Third изд.). USA: Oxford University Press. ISBN 019850229X.
- Eric J. Toone (2006). Advances in Enzymology and Related Areas of Molecular Biology, Protein Evolution (Volume 75 изд.). Wiley-Interscience. ISBN 0471205036.
- Branden C; Tooze J. Introduction to Protein Structure. New York, NY: Garland Publishing. ISBN 0-8153-2305-0.
- Irwin H. Segel. Enzyme Kinetics: Behavior and Analysis of Rapid Equilibrium and Steady-State Enzyme Systems (Book 44 изд.). Wiley Classics Library. ISBN 0471303097.
- William P. Jencks (1987). Catalysis in Chemistry and Enzymology. Dover Publications. ISBN 0486654605.

## Spoljašnje veze
- UDP-N-acetylglucosamine+4-epimerase на 